# نقشه‌بردار ۶
نقشه‌بردار ۶ (به انگلیسی: Surveyor 6) ششمین سطح‌نشین بدون خدمه از برنامه نقشه‌بردار ناسا بود که برای کاوش سطح ماه فرستاده شده بود. نقشه‌بردار ۶ بر روی خلیج میانه فرود آمد و مأموریت خود را آغاز کرد.